# Wolne Państwo Irlandzkie
Wolne Państwo Irlandzkie (irl. Saorstát Éireann) – istniejące w latach 1922–1937 niepodległe państwo, obejmujące 26 z 32 hrabstw Irlandii, oddzielonych od Zjednoczonego Królestwa Wielkiej Brytanii i Irlandii.

## Historia
Wolne Państwo Irlandzkie powstało w wyniku traktatu, podpisanego 6 grudnia 1921 w Londynie przez przedstawicieli państwa brytyjskiego oraz Republiki Irlandzkiej. Traktat wszedł w życie 6 grudnia 1922.
Wolne Państwo uwolnione było spod kontroli Wielkiej Brytanii, ale pozostawało z nią w unii personalnej jako dominium brytyjskie. 29 grudnia 1937 przemianowane na Irlandię. 18 kwietnia 1949 Irlandię oficjalnie przekształcono w republikę, co było równoznaczne z zerwaniem wszelkiej, nawet formalnej zależności od władz brytyjskich.
Od 1923 r. członek Ligi Narodów, w 1928 r. jedno z państw założycielskich Paktu Brianda-Kellogga.